# Regulador lineal

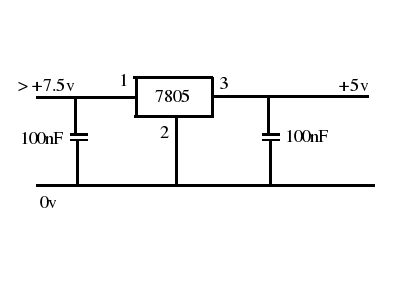
jjjjj

En electrónica, un regulador lineal es un regulador de tensión basado en un elemento activo (como un transistor bipolar, transistor de efecto campo o una válvula de vacío) operando en su "zona lineal" (al contrario que un regulador conmutado que está basado en forzar la actuación de un transistor para que funcione como un interruptor on/off) o uno pasivo como un diodo zener operando en su zona de ruptura. El dispositivo regulador está diseñado para actuar como una resistencia variable, ajustada continuamente a una red divisor de tensión para mantener constante una tensión de salida.
La regulación de línea es una medida de la capacidad que tiene una fuente de alimentación para mantener la tensión de salida nominal con variación de la tensión de alimentación. Habitualmente la tensión de alimentación es una tensión continua no regulada.

Es decir una fuente no debe variar la tensión que se le haya requerido independientemente de que la tensión de la línea exterior varíe, siempre que esté dentro de los límites que admite la fuente.

## Protección
Los reguladores lineales pueden incluir una variedad de métodos de protección:
- Limitación de corriente
- Apagado térmico
- Regulación de energía

A veces se utiliza protección externa, como un circuito crowbar o protección de polaridad invertida con un diodo.

## Otros dispositivos
Reguladores más complejos están disponibles en encapsulados con más de tres pines, incluyendo DIP